# Čalga
Čalga (také známá jako pop-folk nebo etno pop) je hudební styl, který kombinuje arabské, bulharské, turecké, řecké a romské melodie a motivy flamenca; charakterizují jej opakující se hudební a taneční rytmy. Stal se populárním na Balkáně a s pádem komunismu na počátku 90. let 20. století rozšířil svůj vliv v Bulharsku.

## Charakteristika
V Bulharsku nepoužívají často výraz „pop-folk“, ale „čalga“. Čalga (çalgı) - je turecké slovo s arabskými kořeny, což jednoduše znamená, „hudba, folklórní melodie“. Během Osmanské říše a bulharského obrození se hrála zábavná hudba, která byla provedena podle etnického složení. Šlo o malé skupiny, které byly velmi populární, proto také byly přítomny na všech oslavách. Jejich repertoár byl velmi různorodý - balkánská lidová hudba, městské písně, populární evropské miniatury (mazurky, polky, valčíky a další). Hudebníci neznali 
noty, hráli z paměti a základem jejich hudby byla improvizace.
Během komunistické éry v Bulharsku se čalga nikde oficiálně nehrála. Nicméně čalga se často hrála na svatbách, a také se dostala do Bulharska přes rádio ze sousední Jugoslávie, kde se styl vyvíjel volněji, a dokonce se do čalgy dostaly některé romantické prvky ze srbských měst.
Existuje i jedna zvláštnost pop-folku, která často zůstává bez povšimnutí, a která tím nicméně stále přispívá k jeho pochopení - to je zcela neschopná sebeironie. Písně nazpívané v Bulharsku jsou často převzaty do podobných žánrů v Turecku, Řecku, Makedonii, Srbsku, a dokonce i arabských zemí. Pro pop-folk někdy píšou texty známí básnici, v zápisech se zúčastňuji muzikanti i aranžéři z rocku a popu.